# Ayako
Ayako (jap. あやこ, アヤコ) – żeńskie imię japońskie.

## Możliwa pisownia
Ayako można zapisać używając wielu różnych znaków kanji i może znaczyć m.in.:
- 綾子, „diagonal, dziecko”
- 絢子, „barwny, dziecko”[1]
- 彩子, „barwny, dziecko”
- 文子, „zdanie, dziecko” (występuje też inna wymowa tego imienia: Fumiko)
- 順子, „zamówienie, dziecko” (występuje też inna wymowa tego imienia: Junko)
- 亜矢子, „Azja, strzała, dziecko”
- 亞夜子, „ranga, noc, dziecko”

## Znane osoby
- Ayako Enomoto (亜弥子), japońska modelka i aktorka
- Ayako Fujitani (文子), japońska pisarka i aktorka
- Ayako Hagiwara (綾子), japońska łyżwiarka figurowa
- Ayako Kawahara (j矢子), japońska modelka i aktorka
- Ayako Kawasumi (綾子), japońska seiyū i piosenkarka popowa
- Ayako Kimura (文子), japońska lekkoatletka specjalizująca się w biegach płotkarskich
- Ayako Kobayashi (綾子), japońska aktorka
- Ayako Koshino (綾子), japońska projektantka mody
- Ayako Miura (綾子), japońska powieściopisarka
- Ayako Murashima (文子), japońska zapaśniczka w stylu wolnym
- Ayako Nakano (綾子), japońska baletnica
- Ayako Okamoto (綾子), japońska profesjonalna golfistka
- Ayako Shiraishi (文子), japońska seiyū
- Ayako Shōda (絢子), japońska zapaśniczka w stylu wolnym
- Ayako Sono (綾子), japońska pisarka
- Ayako Uehara (彩子), japońska pianistka
- Ayako Wakao (文子), japońska aktorka
- Księżniczka Ayako z Takamado (絢子), księżniczka Japonii

## Fikcyjne postacie
- Ayako (亞夜子), główna antagonistka w czwartej grze serii Fatal Frame
- Ayako Katagiri (彩子), bohaterka gry komputerowej Tokimeki Memorial
- Ayako Matsumoto (綾子), bohaterka mangi i anime Itazura-na Kiss
- Ayako Matsuzaki (綾子), bohaterka light novel, mangi i anime Ghost Hunt